# La ley de la hospitalidad
La ley de la hospitalidad (título original: Our Hospitality) es una película muda estadounidense del género de  comedia de 1923 dirigida, escrita, producida y protagonizada por Buster Keaton. 
Es una comedia de situación que cuenta la historia de Willie McKay, que se ve inmerso en medio de la pelea de clanes de los Canfield y los McKay. Se trata de una sátira del conflicto entre los Hatfield y los McCoy de la vida real.
El crítico de cine Roger Ebert la considera como la primera obra maestra de Keaton.

## Sinopsis
Los Canfield y los McKay han ganado por herencia una fuerte enemistad por generaciones. Durante una noche tormentosa en 1810, el patriarca de la familia John McKay y su rival James Canfield se asesinan mutuamente. Para evitar que su hijo sufra el mismo destino, la esposa de John se lo lleva a Nueva York, donde es cuidado por su tía tras la muerte de la madre.
Veinte años después, con la madre muerta y desconociendo la enemistad, el hijo Willie McKay (Buster Keaton) recibe una carta informándole que ha heredado el patrimonio de su padre. Antes de irse hacia su natal patrimonio sureño, su tía le advierte sobre la enemistad y le pide que se aleje de los Canfields. Durante el viaje en tren, conoce a una chica, Virginia. Al llegar al destino, ella se reúne con su padre y hermanos. Willie descubre que el patrimonio que hereda es una casa en ruinas, no la mansión señorial que había imaginado. Se encuentra con Virginia, quien le invita a cenar a su casa. En la casa, se da cuenta de que la familia son los Canfields, pero la "ley de la hospitalidad" les prohíbe a los Canfields matarlo mientras sea un invitado en la mansión.

## Reparto
- Buster Keaton - Willie McKay
- Joe Roberts - Joseph Canfield
- Natalie Talmadge - Virginia Canfield
- Ralph Bushman - Clayton Canfield
- Craig Ward - Lee Canfield
- Monte Collins - El párroco
- Joe Keaton - El ingeniero de la locomotora
- Jack Duffy - El líder de la locomotora
- Kitty Bradbury - Tía Mary
- Jean Dumas - Madre McKay
- Edward Coxen - Padre John McKay
- Tom London - James Canfield
- Buster Keaton Jr. - Willie McKay (1 año)